# Педероба
Педеро̀ба (на италиански: Pederobba; на венециански: Pederoba) е градче и община в Северна Италия, провинция Тревизо, регион Венето. Разположено е на 174 m надморска височина. Населението на общината е 7486 души (към 2010 г.).
Административен център на общината е градче Ониго (Onigo), а не градче Педероба.